# 니산월
니산월은 히브리력의 1월에 해당하는 명칭이다. 현재 그레고리력으로는 3~4월에 해당한다.
니산(히브리어: נִיסָ֗ן, 영어: Nisan)은 아카드어에서 유래한 말로 '움직이다', '출발하다'라는 의미를 가지고 있다.  니산월은 성경에 등장하는 월력 중 하나이기도 하다.(느헤미야 2:1, 에스더 3:7) 히브리력의 1월은 바빌론 유수 이전에는 아빕월이라는 명칭으로 통용되었다.

## 같이 보기
- 역법
- 태음태양력
- 바빌로니아력
- 절기
- 윤달